# Cousances-lès-Triconville
Pour les articles homonymes, voir Cousances (homonymie).
Cousances-lès-Triconville est une commune française située dans le département de la Meuse, en région Grand Est.

## Géographie

### Situation
La commune de Cousances-lès-Triconville est découpée en deux parties habitables distinctes, séparées d'environ 6 kilomètres. Elle est entourée de forêts, champs cultivables et d'un chemin de fer qui relie Paris à Nancy. Le large ruisseau La Deuë prenant source à proximité longe la commune, toutefois celui-ci n'a pas de rapport avec la Cousances.

#### Communes limitrophes
| Lignières-sur-Aire | Dagonville                | Dagonville         |
| Salmagne           | Cousances-lès-Triconville | Dagonville         |
| Salmagne           | Erneville-aux-Bois        | Erneville-aux-Bois |

### Hydrographie
La commune est traversée par la ligne de partage des eaux entre les bassins versants de la Meuse et de la Seine au sein respectivement du bassin Rhin-Meuse et du bassin Seine-Normandie. Elle est drainée par l'Aire, le ruisseau de Girouet, le ruisseau de la Fontaine, le cours d'eau 01 de la commune de Cousances-les-Triconville, le cours d'eau 03 de la commune de Cousances-les-Triconville, le cours d'eau 01 de Triconville et le cours d'eau 04 de la commune de Cousances-les-Triconville,.
L'Aire, d'une longueur de 125 km, prend sa source dans la commune de Saint-Aubin-sur-Aire, à 324 m d'altitude, et se jette  dans l'Aisne, en rive droite à Senuc, à 104 m d'altitude, après avoir traversé 36 communes. 

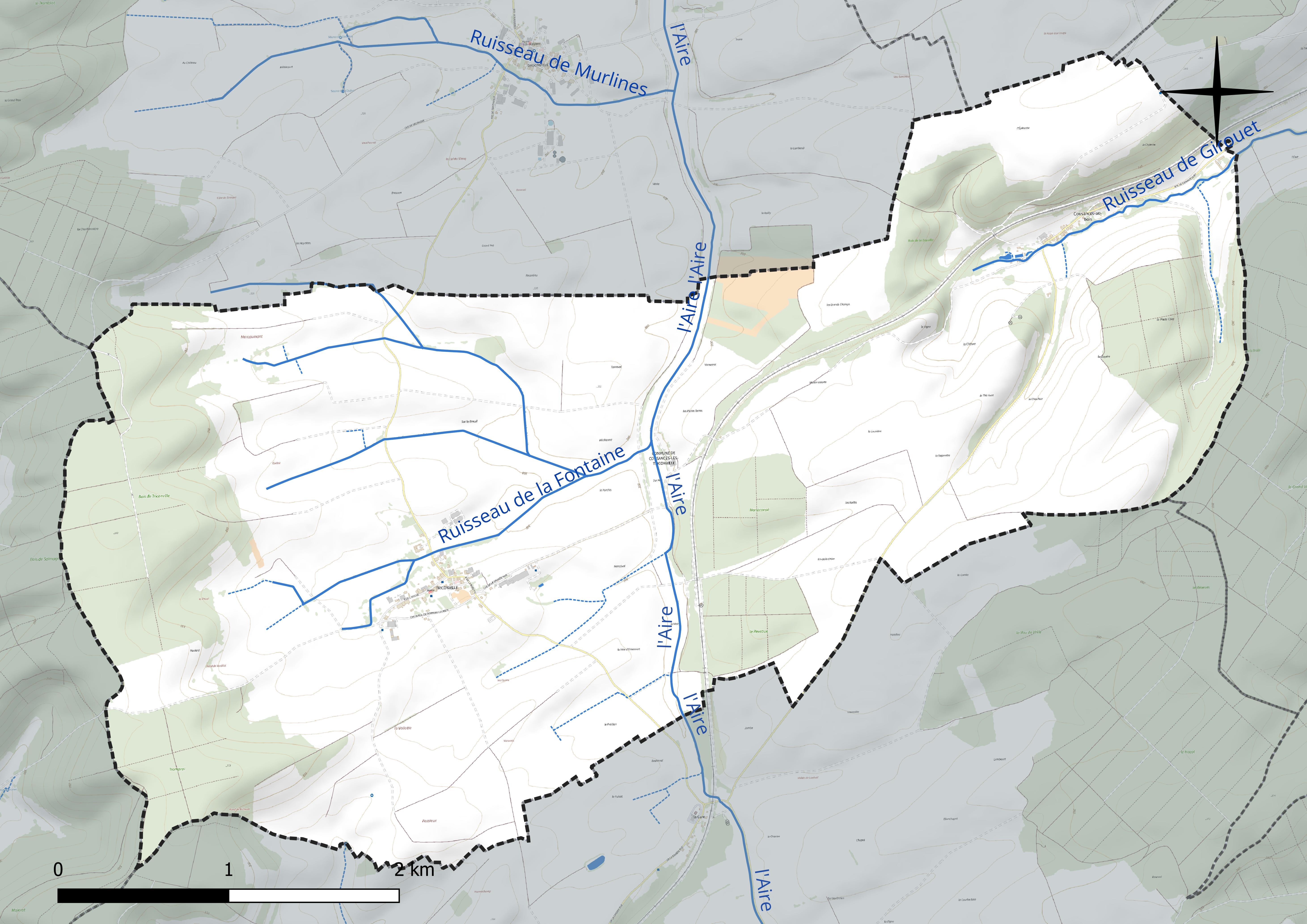
Réseau hydrographique de Cousances-lès-Triconville.

### Climat
Pour des articles plus généraux, voir Climat du Grand Est et Climat de la Meuse.
En 2010, le climat de la commune est de type climat de montagne, selon une étude du Centre national de la recherche scientifique s'appuyant sur une série de données couvrant la période 1971-2000. En 2020, Météo-France publie une typologie des climats de la France métropolitaine dans laquelle la commune est exposée à un climat océanique altéré et est dans la région climatique  Lorraine, plateau de Langres, Morvan, caractérisée par un hiver rude (1,5 °C), des vents modérés et des brouillards fréquents en automne et hiver. 
Pour la période 1971-2000, la température annuelle moyenne est de 9,6 °C, avec une amplitude thermique annuelle de 16,3 °C. Le cumul annuel moyen de précipitations est de 1 054 mm, avec 14 jours de précipitations en janvier et 9,7 jours en juillet. Pour la période 1991-2020, la température moyenne annuelle observée sur la station météorologique de Météo-France la plus proche, « Erneville aux Bois_sapc », sur la commune d'Erneville-aux-Bois à 3 km à vol d'oiseau, est de 9,9 °C et le cumul annuel moyen de précipitations est de 1 021,5 mm. 
La température maximale relevée sur cette station est de 39,4 °C, atteinte le 25 juillet 2019 ; la température minimale est de −24,2 °C, atteinte le 18 février 1956,,. 
Les paramètres climatiques de la commune ont été estimés pour le milieu du siècle (2041-2070) selon différents scénarios d'émission de gaz à effet de serre à partir des nouvelles projections climatiques de référence DRIAS-2020. Ils sont consultables sur un site dédié publié par Météo-France en novembre 2022.

## Urbanisme

### Typologie
Au 1er janvier 2024, Cousances-lès-Triconville est catégorisée commune rurale à habitat très dispersé, selon la nouvelle grille communale de densité à sept niveaux définie par l'Insee en 2022.
Elle est située hors unité urbaine et hors attraction des villes,.

### Occupation des sols
L'occupation des sols de la commune, telle qu'elle ressort de la base de données européenne d’occupation biophysique des sols Corine Land Cover (CLC), est marquée par l'importance des territoires agricoles (73,8 % en 2018), une proportion identique à celle de 1990 (73,8 %). La répartition détaillée en 2018 est la suivante : 
terres arables (68,2 %), forêts (26,2 %), zones agricoles hétérogènes (3,8 %), prairies (1,8 %). L'évolution de l’occupation des sols de la commune et de ses infrastructures peut être observée sur les différentes représentations cartographiques du territoire : la carte de Cassini (XVIIIe siècle), la carte d'état-major (1820-1866) et les cartes ou photos aériennes de l'IGN pour la période actuelle (1950 à aujourd'hui).

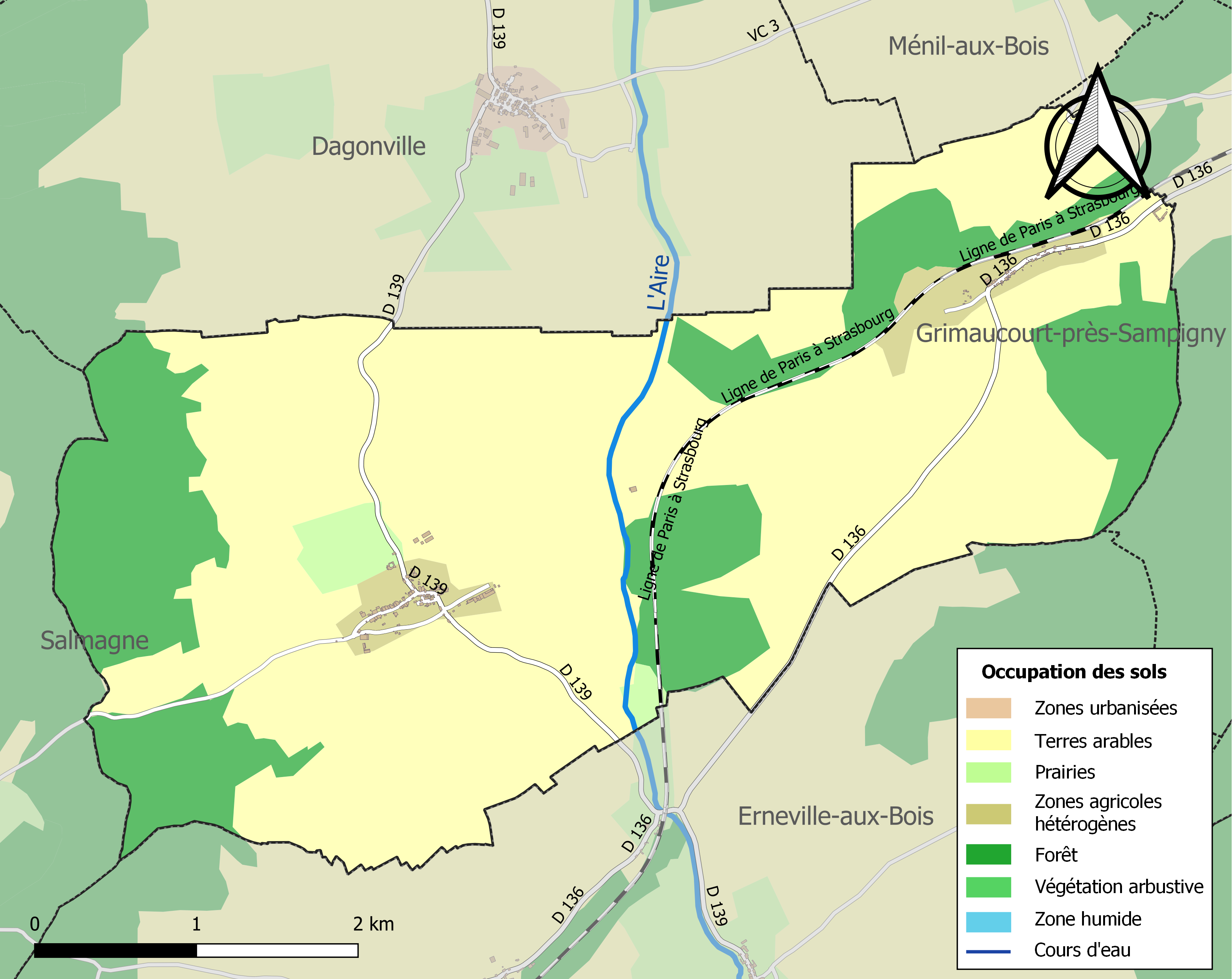
Carte des infrastructures et de l'occupation des sols de la commune en 2018 (CLC).

## Toponymie
Cousances-lès-Triconville est le résultat de la fusion de deux villages effectuée en 1973. L'un se nommait Triconville, le second Cousances-aux-Bois. Encore aujourd'hui, les panneaux signalant les entrées en agglomération affichent ces appellations.
Le nom de la localité est attesté sous les formes Cussiliacum in pago Barrense (709) ; Cussiacum, Cursiriacum ou Cussiriacum (1106) ; Cousance-au-Bois (1579) ; Cousancelle-aux-Bois (1711) ; Cousancium-in-Silvis (1749).

Dérivé de l'hydronyme prélatin *cosa suivi du suffixe -antia, le territoire de la commune est drainé par l'Aire, le ruisseau de Girouet, le ruisseau de la Fontaine.

La préposition « lès » permet de signifier la proximité d'un lieu géographique par rapport à un autre lieu. En règle générale, il s'agit d'une localité qui tient à se situer par rapport à une ville voisine plus grande. La commune de Cousances indique qu'elle se situe près de Triconville.

## Histoire
Située le long de la ligne de Paris à Strasbourg, la commune n'a jamais eu de gare à son nom. La gare la plus proche se trouvait à mi-chemin entre Ernecourt, Loxéville et Cousances-lès-Triconville, et était baptisée « Ernecourt-Loxéville ». Elle est désormais fermée et son bâtiment a été victime d'un incendie.
Le 1er janvier 1973, Triconville devient Cousances-lès-Triconville à la suite de sa fusion-association avec Cousances-au-Bois.

## Politique et administration
| Période                                  | Période                   | Identité                                     | Étiquette | Qualité     |
| ---------------------------------------- | ------------------------- | -------------------------------------------- | --------- | ----------- |
| Les données manquantes sont à compléter. |                           |                                              |           |             |
| avant 1995                               | En cours (au 28 mai 2020) | Michel Bizard Réélu pour le mandat 2020-2026 |           | Agriculteur |

## Population et société

### Démographie
L'évolution du nombre d'habitants est connue à travers les recensements de la population effectués dans la commune depuis 1793. Pour les communes de moins de 10 000 habitants, une enquête de recensement portant sur toute la population est réalisée tous les cinq ans, les populations de référence des années intermédiaires étant quant à elles estimées par interpolation ou extrapolation. Pour la commune, le premier recensement exhaustif entrant dans le cadre du nouveau dispositif a été réalisé en 2005.

En 2022, la commune comptait 146 habitants, en évolution de +2,82 % par rapport à 2016 (Meuse : −4,4 %, France hors Mayotte : +2,11 %).
| 1793 | 1800 | 1806 | 1821 | 1831 | 1836 | 1841 | 1846 | 1851 |
| ---- | ---- | ---- | ---- | ---- | ---- | ---- | ---- | ---- |
| 299  | 286  | 310  | 339  | 333  | 357  | 364  | 351  | 411  |

| 1856 | 1861 | 1866 | 1872 | 1876 | 1881 | 1886 | 1891 | 1896 |
| ---- | ---- | ---- | ---- | ---- | ---- | ---- | ---- | ---- |
| 344  | 337  | 305  | 290  | 258  | 242  | 223  | 238  | 222  |

| 1901 | 1906 | 1911 | 1921 | 1926 | 1931 | 1936 | 1946 | 1954 |
| ---- | ---- | ---- | ---- | ---- | ---- | ---- | ---- | ---- |
| 206  | 181  | 177  | 153  | 135  | 136  | 131  | 128  | 129  |

| 1962 | 1968 | 1975 | 1982 | 1990 | 1999 | 2005 | 2006 | 2010 |
| ---- | ---- | ---- | ---- | ---- | ---- | ---- | ---- | ---- |
| 121  | 107  | 131  | 134  | 135  | 122  | 144  | 143  | 144  |

| 2015 | 2020 | 2022 | - | - | - | - | - | - |
| ---- | ---- | ---- | - | - | - | - | - | - |
| 146  | 145  | 146  | - | - | - | - | - | - |

## Culture locale et patrimoine

### Lieux et monuments
- L'église de l'Immaculée-Conception de Cousances-aux-Bois.
- L'église Saint-Michel de Triconville.
- Une fromagerie fabrique du Brie et du Coulommiers. Il s'agit d'une PME.
- Depuis les années 1960 existe une pisciculture de truites à Cousances-lès-Triconville, proposant des services pour professionnels ainsi qu'accueillant le grand public venant pêcher la truite.

### Héraldique
| Blason de Cousances-lès-Triconville | Blason  | Écartelé en sautoir : au 1er de gueules au vannet, au 2e d'azur à la fleur de lis de jardin d'argent, au 3e d'azur à la truite courbée et posée en pal, au 4e de gueules à un besant chargé le la lettre onciale M de gueules, les quatre meubles d'argent, au sautoir réduit d'or brochant sur la partition. |
| Blason de Cousances-lès-Triconville | Détails | Création de R.A. Louis avec les conseils de la commission héraldique de l'UCGL. Adopté par la commune en mars 2013. |

Triconville a donné son nom à une maison de nom et d'armes, qui portait : de gueules à trois bandes d’argent, au franc quartier d'azur au lion d'or.